# Nokia Asha 300
Nokia Asha 300 — это мобильный телефон от компании Nokia с наличием сенсорного экрана. Его анонс состоялся в конце 2011 года.

## Характеристики
Телефон имеет следующие характеристики:

### Внешний вид
Длина — 113 мм
Ширина — 50 мм
Толщина — 12 мм
Вес — 85 г
Цвета — светлое золото, розовый, тёмно-синий, серебряно-белый, красный, графитовый
Корпус — пластиковый

### Питание
Тип аккумулятора — Li-ion BL-4U
Ёмкость аккумулятора — 1110 mAh
Разъёмы для зарядки — TRS, Micro USB
Время разговора — 414 минут (~7 часов)
Время ожидания — 550 часов (~23 дней)

### Дисплей
Размер экрана — 2,4 дюйма
Разрешение экрана — 240x320 пикселей
Наличие сенсорного экрана — да

### Съёмка
Количество камер — 1 камера
Разрешение камеры — 5 мегапикселей
Максимальное разрешение фото — 2592x1944 пикселей
Максимальное разрешение видео — 640x480 пикселей
Наличие вспышки — да

### Память
Встроенная память — 140 МБ
Тип карты памяти — microSD

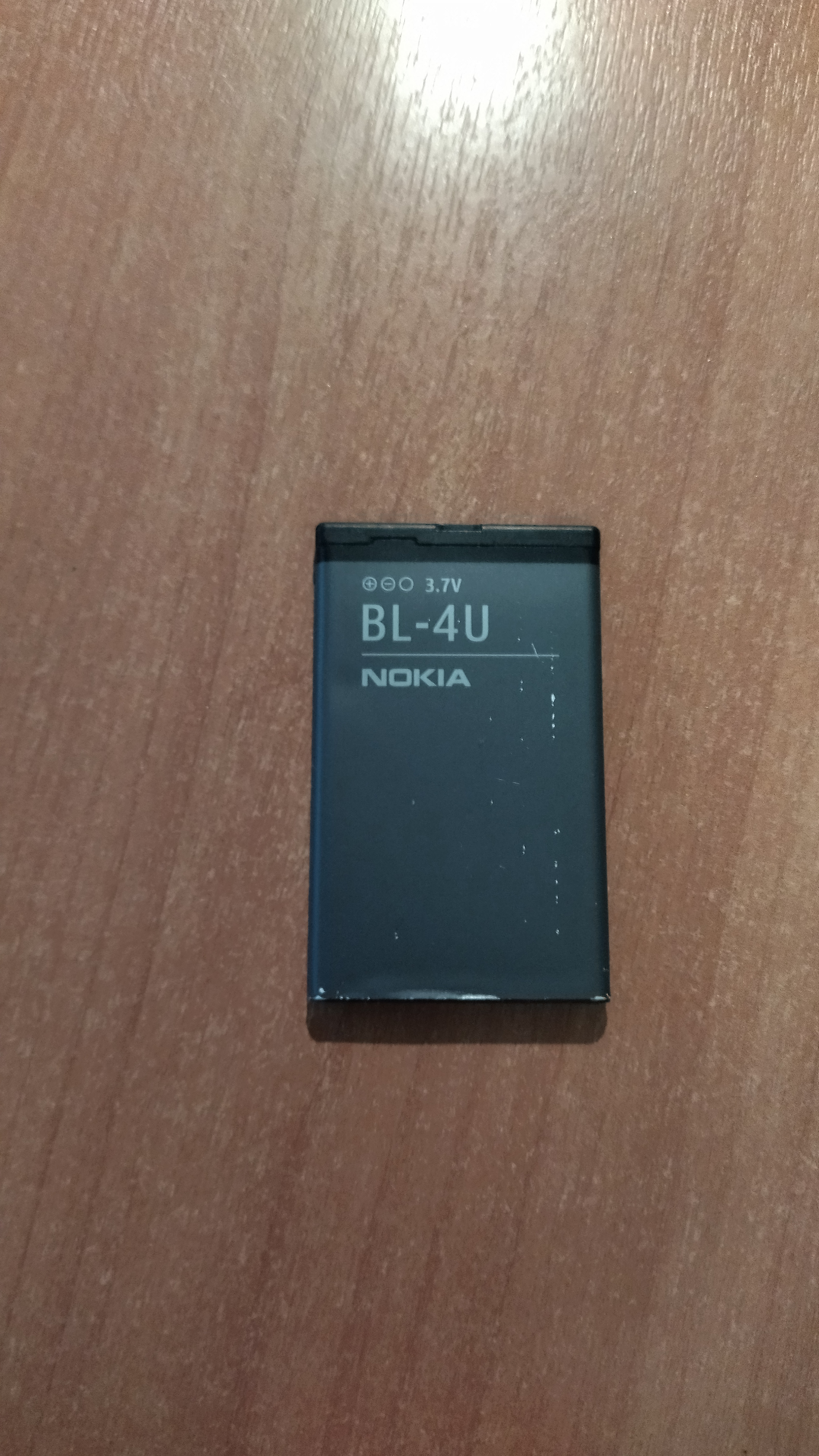
Аккумулятор BL-4U

Максимальный поддерживаемый объём карты памяти — 32 ГБ

### Производительность
Объём ОЗУ — 128 МБ
Частота процессора — 1 ГГц

### SIM-карта
Количество слотов для SIM-карты — 1 слот
Поддерживаемый тип связи — 2G, 3G

### Передача данных
Поддержка Bluetooth — да
Версия Bluetooth — 2.1
Тип передачи данных — Bluetooth, USB

## Критика
Телефон Nokia Asha 300 часто критикуют за некачественный сенсор. Многие говорят о его ненадёжности: срабатывание сенсора происходит не в месте нажатия. В некоторых случаях сенсор подвергался поломке. Также критикуют и камеру телефона из-за низкого качества съёмки.